# Ophioscolex pertinax
Ophioscolex pertinax är en ormstjärneart som beskrevs av Jean Baptiste François René Koehler 1904. Ophioscolex pertinax ingår i släktet Ophioscolex och familjen skinnormstjärnor. Inga underarter finns listade i Catalogue of Life.